# Ankita Raina
Ankita Ravinderkrishan Raina (nacida 11 de enero de 1993) es una jugadora de tenis india, número 1 de su país actualmente, en mujeres a nivel individual .
Raina ha ganado 11 títulos individuales y 17 de dobles en el circuito ITF. 
En febrero de 2019, alcanzó el número 164, el hasta la fecha, su mejor ranking individual, convirtiéndose en la 4a mujer en la historia en conseguir entrar en el top200. En febrero de 2020 logró ser la Núm. 123 en la categoría de dobles. Raina también ha ganado medallas de oro en individuales y dobles mixtos en los 2016 Juegos asiáticos Del sur.
Jugando para la India en Copa Federación, Raina tiene un balance de 15–12. Es actualmente apoyada por la Autoridad de Deportes de Gujarat y trabaja con una ONGC.

## Carrera
Siguiendo una prometedora carrera de joven, Raina hizo su primera aparición profesional en 2009, en un pequeño ITF torneo en Mumbai. En 2010,  continuó participando en ITFs locales con éxito limitado. En 2011, Raina logró alcanzar tres finales del circuito de dobles ITG, ganando una con su paisana, Aishwarya Agrawal. En 2012,  ganó su primer título individual profesional en Nueva Delhi así como 3 ITFs de dobles.
En abril de 2018, logró un ranking de Núm. mundial 181 siendo la cuarta jugadora india en superar la barrera del top 200 en el ranking WTA individual, siguiendo los pasos de Nirupama Sanjeev, Sania Mirza y Shikha Uberoi.
En agosto de 2018, Ankita ganó la medalla de bronce en individuales, en los Juegos asiáticos en Yakarta.

## Títulos WTA (1; 0+1)

### Dobles (1)
| Leyenda                    |
| -------------------------- |
| Grand Slam (0)             |
| WTA Tour Championships (0) |
| WTA 1000 (0)               |
| WTA 500 (0)                |
| WTA 250 (1)                |

| No. | Fecha                 | Torneo       | Superficie | Pareja            | Oponentes en la final            | Resultado        |
| 1.  | 19 de febrero de 2021 | Melbourne IV | Dura       | Kamilla Rakhimova | Anna Blinkova Anastasia Potapova | 2-6, 6-4, [10-7] |

## WTA 125K Series

### Doubles: 1
| Núm. | Fecha                   | Torneo         | Superficie | Pareja        | Adversarias                      | Puntuación              |
| ---- | ----------------------- | -------------- | ---------- | ------------- | -------------------------------- | ----------------------- |
| 1.   | 18 de noviembre de 2018 | Taiwán, Taiwán | Dura       | Karman Thandi | Olga Doroshina Natela Dzalamidze | 6-3, 5-7, [12-12], ret. |

## Títulos ITF

### Individual: 11
| Leyenda          |
| ---------------- |
| $100,000 torneos |
| $80,000 torneos  |
| $60,000 torneos  |
| $25,000 torneos  |
| $15,000 torneos  |
| $10,000 torneos  |

| Títulos por superficie |
| ---------------------- |
| Dura (10)              |
| Arcilla (1)            |
| Hierba (0)             |
| Alfombra (0)           |

| Núm. | Fecha                   | Torneo                | Superficie | Adversario     | Puntuación |
| ---- | ----------------------- | --------------------- | ---------- | -------------- | ---------- |
| 1.   | 22 de junio de 2012     | Nueva Delhi, India    | Dura       | Prerna Bhambri | 6-4, 6-2   |
| 2.   | 20 de abril de 2013     | Chennai, India        | Arcilla    | Natasha Palha  | 6-3, 6-1   |
| 3.   | 29 de junio de 2013     | Nueva Delhi, India    | Dura       | Eetee Maheta   | 6-3, 6-2   |
| 4.   | 20 de julio de 2013     | Nueva Delhi, India    | Dura       | Kanika Vaidya  | 6-4, 6-4   |
| 5.   | 27 de diciembre de 2014 | Pune, India           | Dura       | Katy Dunne     | 6-2, 6-2   |
| 6.   | 17 de marzo de 2018     | Gwalior, India        | Dura       | Amandine Hesse | 6-2, 7-5   |
| 7.   | 14 de julio de 2018     | Nonthaburi, Tailandia | Dura       | Risa Ozaki     | 6-2, 6-3   |
| 8.   | 20 de enero de 2019     | Singapur, Singapur    | Dura       | Arantxa Rus    | 6-2, 6-3   |
| 9.   | 8 de diciembre de 2019  | Solapur, India        | Dura       | Naiktha Bains  | 6-3, 6-3   |
| 10.  | 2 de febrero de 2020    | Nonthaburi, Tailandia | Dura       | Chloe Paquet   | 6-3, 7-5   |
| 11.  | 23 de febrero de 2020   | Jodhpur, India        | Dura       | Berfu Cengiz   | 7-5, 6-1   |

### Dobles: 17
| Leyenda          |
| ---------------- |
| $100,000 torneos |
| $80,000 torneos  |
| $60,000 torneos  |
| $25,000 torneos  |
| $15,000 torneos  |
| $10,000 torneos  |

| Títulos por superficie |
| ---------------------- |
| Dura (13)              |
| Arcilla (3)            |
| Hierba (1)             |
| Alfombra (0)           |

| Núm. | Fecha                    | Torneo                | Superficie | Socio               | Adversarios                                      | Puntuación       |
| ---- | ------------------------ | --------------------- | ---------- | ------------------- | ------------------------------------------------ | ---------------- |
| 1.   | 9 de mayo de 2011        | Nueva Delhi, India    | Dura       | Aishwarya Agrawal   | Anja Prislan Kyra Shroff                         | 6-4, 6-3         |
| 2.   | 7 de mayo de 2012        | Nueva Delhi, India    | Dura       | Rushmi Chakravarthi | Liu Yuxuan Zhao Qianqian                         | 6-1, 6-4         |
| 3.   | 21 de mayo de 2012       | Nueva Delhi, India    | Dura       | Rushmi Chakravarthi | Sri Peddy Reddy Prarthana Thombare               | 6-3, 6-2         |
| 4.   | 18 de junio de 2012      | Nueva Delhi, India    | Dura       | Shweta Rana         | Sharmada Balu Sowjanya Bavisetti                 | 6-1, 6-4         |
| 5.   | 6 de enero de 2014       | Aurangabad, India     | Arcilla    | Prarthana Thombare  | Shweta Rana Rishika Sunkara                      | 6-3, 6-3         |
| 6.   | 10 de noviembre de 2014  | Mumbai, India         | Dura       | Lu Jiajing          | Nicha Lertpitaksinchai Peangtarn Plipuech        | 6-4, 1-6, [11-9] |
| 7.   | 12 de diciembre de 2014  | Lucknow, India        | Hierba     | Emily Webley-Smith  | Rushmi Chakravarthi Nidhi Chilumula              | 6-2, 6-4         |
| 8.   | 17 de septiembre de 2016 | Zhuhai, China         | Dura       | Emily Webley-Smith  | Guo Hanyu Jiang Xinyu                            | 6-4, 6-4         |
| 9.   | 23 de abril de 2017      | Pula, Italia          | Arcilla    | Eva Wacanno         | Irene Burillo Escorihuela Yvonne Cavalle Reimers | 6-4, 6-4         |
| 10.  | 12 de mayo de 2017       | Hua Hin, Tailandia    | Dura       | Emily Webley-Smith  | Nudnida Luangnam Zhang Yukun                     | 6-2, 6-0         |
| 11.  | 13 de agosto de 2017     | Koksijde, Bélgica     | Arcilla    | Bibiane Schoofs     | Marie Benoît Magali Kempen                       | 3-6, 6-3, [11-9] |
| 12.  | 27 de agosto de 2017     | Artvin, Turquía       | Dura       | Gabriela Cé         | Elitsa Kostova Yana Sizikova                     | 6-2, 6-3         |
| 13.  | 12 de mayo de 2018       | Lu'Un, China          | Dura       | Harriet Dart        | Liu Fangzhou Xun Fangying                        | 6-3, 6-3         |
| 14.  | 30 de noviembre de 2018  | Pune, India           | Dura       | Karman Thandi       | Tamara Zidansek Aleksandrina Naydenova           | 6-2, 6-7, [11-9] |
| 15.  | 7 de diciembre de 2019   | Solapur, India        | Dura       | Ulrikke Eikeri      | Despina Papamichail Berfu Cengiz                 | 5-7, 6-4, [10-3] |
| 16.  | 2 de febrero de 2020     | Nonthaburi, Tailandia | Dura       | Bibiane Schoofs     | Mananchaya Sawangkaew Supapitch Kuearum          | 6-4, 6-2         |
| 17.  | 9 de febrero de 2020     | Nonthaburi, Tailandia | Dura       | Bibiane Schoofs     | Miyabi Inoue Jia-Qi Kang                         | 6-2, 3-6, [10-7] |